# التويم (الرقة)
التويم قرية سورية تتبع ناحية المنصورة في منطقة الثورة في محافظة الرقة. بلغ عدد سكانها 470 نسمة في عام 2004 حسب إحصاء المكتب المركزي للإحصاء.